# Batalla de Formigny
La batalla de Formigny emmarcada en el context de la Guerra dels Cent anys va passar a Formigny, prop de Carentan, França. Va acabar resultant en una victòria decisiva francesa (15 d'abril de 1450).
Els bel·ligerants van ser el Regne d'Anglaterra per una banda i el Regne de França i el Ducat de Bretanya per un altre. Els seus comandants eren Thomas Kyriell pels anglesos i Artur III de Bretanya, Comte de Clermont, pel costat francès. Les forces eren de 4.000 anglesos i 5.000 francesos, i les víctimes de 2.500 i entre 100 i 200 respectivament.

## Antecedents
El bàndol francès, sota el comandament de Carles VII, havia aprofitat el temps ofert per la treva de Tours de 1444 per reorganitzar i enfortir els seus exèrcits. El bàndol anglès, sense un lideratge clar per la debilitat d'Enric VI, es trobava perillosament feble. Quan els francesos van trencar la treva el juny de 1449 es trobaven en una posició molt favorable.
Pont-Audemer, Pont-l'Évêque i Lisieux van caure a l'agost i gran part de Normandia, va ser recuperada a l'octubre. Tallant el nord i l'est els germans Bureau van supervisar la captura de Rouen (octubre de 1449), Harfleur (desembre de 1449), Honfleur i Fresnoy (gener de 1450), abans de procedir a envair Caen.
Els anglesos, durant l'hivern de 1449 havien reunit un petit exèrcit de prop de 3.000 homes que es van enviar des de Portsmouth a Cherbourg sota el comandament de Sir Thomas Kyriell. Van arribar el 15 de març de 1450 i l'exèrcit es va veure reforçat amb les guarnicions de Caen, Vire i Bayeux.

## Batalla
Kyreill va avançar pel sud i va capturar Valognes en un sagnant enfrontament. Més al sud es van sumar a dos exèrcits francesos (al voltant de 5.000 homes sota el comandament del Comte de Clermont) i van marxar al nord de Carentan. L'exèrcit anglès va envoltar Carentan el 12 d'abril però el francès es va negar a rendir-se, encara que hi va haver una sèrie de petites escaramusses. Kyriell va girar a l'est cap a Bayeux, arribant al llogaret de Formigny el 14 d'abril. Al mateix temps, una tercera força francesa, dirigida pel Conestable de Richmont, havia arribat a Sant Lô des del sud.
El 15 d'abril, les forces de Clermont van ser vistes per l'exèrcit anglès. Els exèrcits es van enfrontar sobre la carretera Carentan-Bayeux, prop d'un petit afluent de l'Aure. L'anglès estava d'esquena al corrent. La formació de l'anglès, al voltant de 4.000 homes i amb una proporció d'arquers superior, tres contra un, es va reunir en una llarga fila darrere d'una línia d'estaques i sota petites trinxeres.
Clermont va iniciar el combat amb atacs contra els flancs i petites càrregues, però hi havia poques possibilitats d'èxit i van ser fàcilment rebutjats. Després van avançar dos canons. Després d'un temps de canoneig que va causar algunes baixes, els anglesos van carregar i van capturar les armes.
Aquestes primeres escaramusses van durar unes tres hores. En aquest moment l'exèrcit bretó d'Arthur de Richemont va arribar des del sud, després d'haver creuat l'Aure i ara s'aproximava a la força de l'anglès pel flanc. El seu nombre era de gairebé 1.200 bretons, gairebé tots muntats si es jutja pel ritme de la seva marxa.
Kyriell es va replegar de Clermont i va formar a les forces en "L". Amb la posició preparada abandonada i dividit pel foc de l'enemic l'anglès va quedar aclaparat després d'una sèrie de càrregues. Kyriell va ser capturat i el seu exèrcit destrossat. L'exèrcit anglès va patir un important cop amb 2.500 morts o greument ferits i 900 presoners, mentre que el francès i el bretó no van patir més de 1.000 morts i ferits.

## Conseqüències
Amb cap altra força anglesa important a Normandia, la regió va ser sotmesa ràpidament pels francesos. L'avanç va continuar per tot arreu, recuperant totes les possessions angleses excepte Calais.

## Importància
La batalla és sovint citada com la primera en què els canons tenir un paper fonamental (el primer ús decisiu del canó en general es considera que ha estat la següent batalla, en Castillon). Això és bastant difícil de jutjar, els testimonis contemporanis són dubtosos i es pot observar que l'arribada de l'exèrcit bretó d'Artur de Richemont, futur duc de Bretanya, amb la seva poderosa força de cavalleria sobre el flanc de l'anglès va ser bastant més significatiu, ja que va obligar a aquest a abandonar la seva posició defensiva preparada, encara que cal assenyalar que el foc d'artilleria des dels dos canons francesos van tenir un paper també en això. El canó va poder haver estat decisiu, no tant per l'efecte que feia a la batalla, sinó perquè va alertar Richemont sobre el fet que s'estava desenvolupant una batalla prop, i va propiciar la seva aparició en el camp. Afortunadament estava del bàndol de Clermont perquè, com va escriure un dels seus capitans, si el Conestable (Richemont) no hagués entrat quan ho va fer, l'exèrcit de Clermont hauria patit "danys irreparables".